# Amtsgericht Friedberg (Bayern)

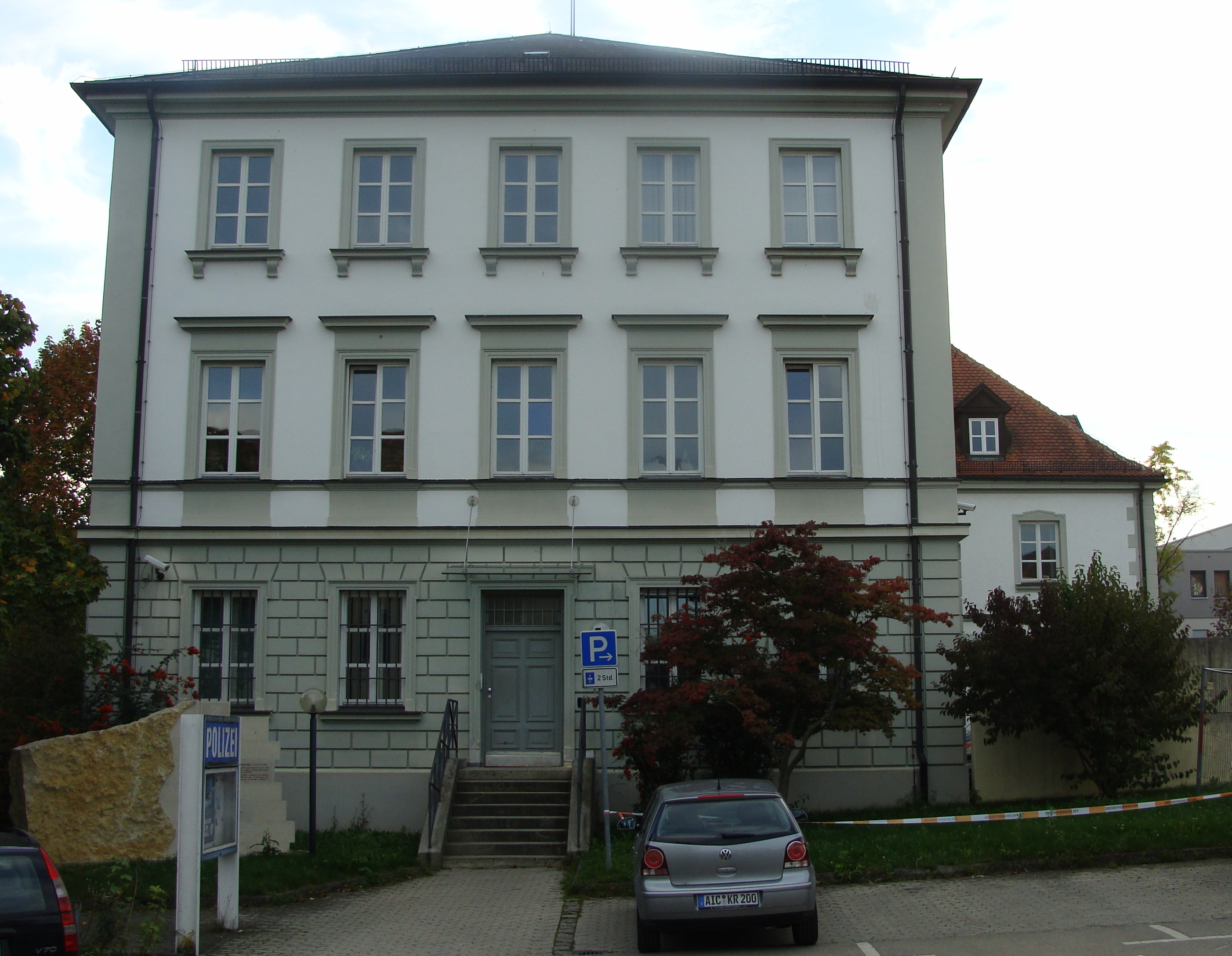
Ehemaliges Amtsgerichtsgebäude in der Haagstraße 16, jetzt Polizeidienststelle

Das Amtsgericht Friedberg war ein von 1879 bis 1973 bestehendes bayerisches Gericht der ordentlichen Gerichtsbarkeit mit Sitz in der Stadt Friedberg.

## Geschichte
Anlässlich der Einführung des Gerichtsverfassungsgesetzes am 1. Oktober 1879 ordnete die Bayerische Staatsregierung die Errichtung eines Amtsgerichts zu Friedberg an, dessen Sprengel deckungsgleich mit dem vorherigen Landgerichtsbezirk Friedberg war und somit aus den Ortschaften Anwalting, Aulzhausen, Bachern, Baindlkirch, Burgadelzhausen, Dasing, Derching, Eismannsberg, Eurasburg, Freienried, Friedberg, Gebenhofen, Haberskirch, Harthausen, Hochdorf, Hochzoll (bis 1905 Friedbergerau), Höfa, Hörmannsberg, Kissing, Laimering, Lechhausen, Merching, Mering, Meringerau, Mühlhausen, Ottmaring, Paar, Pfaffenhofen an der Glonn, Rederzhausen, Ried, Rieden, Rinnenthal, Rohrbach, Roßbach, Sirchenried, Sittenbach, Sixtnitgern, Stätzling, Steinach, Taiting, Unterumbach, Weitenried, Wessiszell, Wiffertshausen, Wulfertshausen und Zillenberg bestand. Nächsthöhere Instanz war das Landgericht Augsburg.
Am 1. Juli 1910 mussten zunächst Meringerau und am 1. Januar 1913 dann Hochzoll und Lechhausen an das Amtsgericht Augsburg abgegeben werden, da alle drei Orte in die Stadt Augsburg eingemeindet wurden. Dagegen konnten am 1. Januar 1914 Unterbergen sowie am 1. Januar 1915 Schmiechen vom Amtsgerichtsbezirk Landsberg zugelegt werden.
Als das Gesetz über die Organisation der ordentlichen Gerichte im Freistaat Bayern (GerOrgG) am 1. Juli 1973 in Kraft trat, wurde das Amtsgericht Friedberg aufgehoben und sein Bezirk wie folgt aufgeteilt:
- Höfa, Pfaffenhofen an der Glonn, Sittenbach, Unterumbach und Weitenried kamen als Bestandteil des neuen Landkreises Dachau zum Amtsgericht Dachau,
- die restlichen Gemeinden als Teil des jetzigen Landkreises Aichach-Friedberg zum Amtsgericht Aichach.

## Gerichtsgebäude
Das Gebäude des ehemaligen Amtsgerichts befindet sich in Haagstraße 16 und steht unter Denkmalschutz. Es ist ein dreigeschossiger Flachwalmdachbau in Neurenaissanceformen aus dem Jahr 1882.